# Juan Pablo Garat
Juan Pablo Garat (Avellaneda, 19 aprile 1983) è un allenatore di calcio ed ex calciatore argentino, difensore.

## Carriera
Il 14 gennaio 2014, viene annunciato ufficialmente il rinnovo del suo contratto con l'Aarau fino al termine della stagione 2014-2015.

## Palmarès

### Club

#### Competizioni nazionali
- Challenge League: 2

San Gallo: 2008-2009
Aarau: 2012-2013